# Muzeum osvobozeneckého boje Ukrajiny

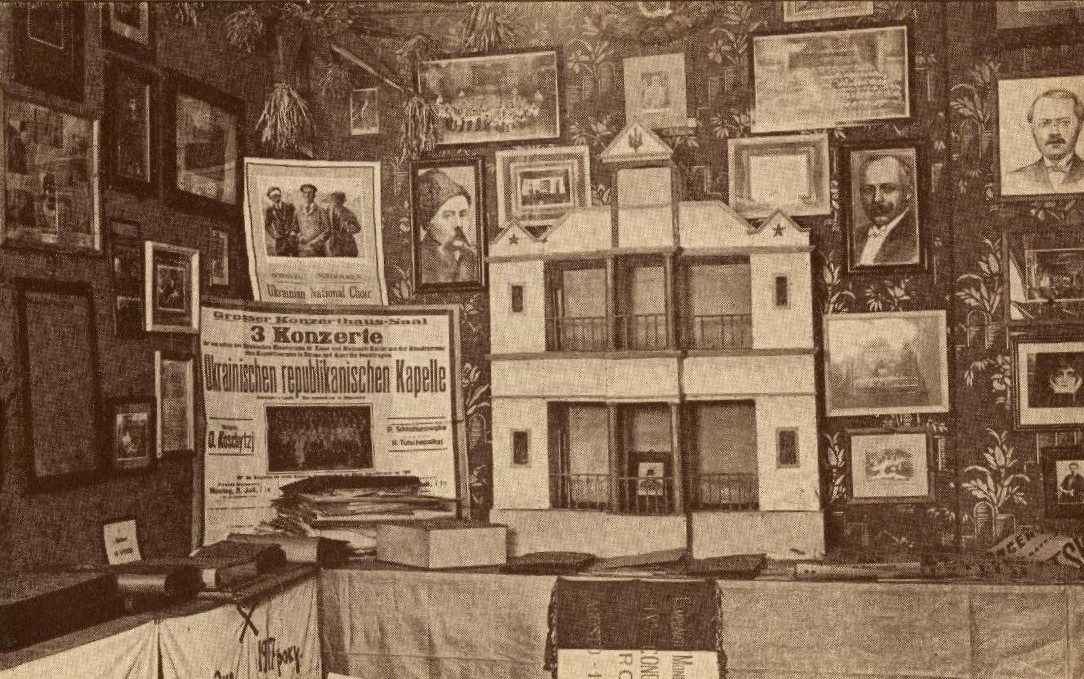
Muzeum osvobozeneckého boje Ukrajiny – expozice muzea na pohlednici, patrně 30. léta 20. století

Muzeum osvobozeneckého boje Ukrajiny (též označováno jako Ukrajinské muzeum v Praze) je zaniklá muzejní instituce, která fungovala v letech 1925–1948.

## Vznik muzea
Po první světové válce přišlo do Československa velké množství ukrajinských emigrantů, kteří zde založili různé spolky a instituce. Jedním z těchto spolků byla Společnost muzea ukrajinského odboje, která si vytyčila za cíl sbírat písemné a hmotné památky související s bojem za samostatnou Ukrajinu.  Muzeum vzniklo v roce 1925 a jeho ředitelem se stal Dmytro Antonovyč, který jím byl po celou dobu fungování instituce. Muzeum vydávalo časopis Visti Muzeju vyzvol’noji boroťby Ukrajiny (česky Zprávy Muzea osvobozeneckého boje Ukrajiny).

## Sbírka muzea
Prvními předměty, které muzeum získalo do své sbírky, byly předměty z internačních táborů, písemnosti, obrazy, mapy, vlajky. Muzeum do své sbírky později dostalo i fotografie, ikony, kroje či kraslice. Součástí muzea i byla i rozsáhlá knihovna, obsahující mimo jiné různá vydání knih Tarase Ševčenka.

## Budova muzea
Roku 1938 získalo muzeum vlastní budovu v Horymírově ulici v Praze – Nuslích (dnes Štětkova). Budova měla 21 místností a 8 sklepů, které měly být využity jako depozitáře. Ke slavnostnímu otevření budovy došlo až 29. června 1939. V únoru 1945 dopadla v blízkosti budovy bomba a zdi se částečně zřítily, následně musela být budova stržena. Roku 1948, kdy se zaměstnanci muzea marně snažili předat zbytek své sbírky Spojenému ukrajinsko-americkému výboru pomoci, bylo muzeum zrušeno. Sbírka muzea se dnes nachází v různých archivech, knihovnách a muzeích na území České republiky, Slovenska, Ukrajiny a Ruska.  